# 東北新社
株式会社東北新社（とうほくしんしゃ、英: TOHOKUSHINSHA FILM CORPORATION）は、東京都港区赤坂に本社を置く、映画の製作・配給、海外テレビ映画の輸入配給・字幕吹替の翻訳、テレビ番組・CM制作、セールスプロモーション・イベント制作事業や、衛星放送事業などを行う日本の企業（総合映像プロダクション）。
外国映画の日本語版制作でその名を知られ、国内最大手でもある。略称はTFC。東京証券取引所スタンダード市場並びに名古屋証券取引所メイン市場上場（証券コード：2329）。
社名の「東北新社」は、創業者の植村伴次郎が秋田県由利郡東滝沢村（現：由利本荘市）の出身であることから、銀座で小さなバーを経営時に知己を得た「劇団四季」の浅利慶太が「東北社」と名付けた。
アニメ作品『宇宙戦艦ヤマト』の版権を買い取り、過去に日本語吹替版を製作した『サンダーバード』の日本国内におけるライセンスを保有し（1990年代〜2000年代中盤まで）、ディズニーの日本語吹き替え版製作も担当した（Disney+で配信されている『ミッキーマウスのワンダフルワールド』では"HALF H・P STUDIO"が担当、『ワンス・アポン・ア・スタジオ -100年の思い出-』では"スタジオ・エコー"が担当）。

## 沿革
- 1959年 - 東北社を設立する。オペラのプロデュースを目的に創業したが、翻訳業務を請け負う。植村伴次郎が外国テレビ映画の日本語吹替業に乗り出したことで社長と対立する。
- 1961年4月1日 - 植村伴次郎が株式会社東北新社を設立する。東北社から分裂して6名が移籍し、引き続き外国テレビ映画の日本語吹替業を行う。
- 1964年 - 新日本映画製作所を買収しCM制作事業を開始する。
- 1966年2月 - 株式会社新日本映画（存続会社）と株式会社東北新社が合併し、株式会社東北新社（後の株式会社東北新社フィルム）へ商号を変更[6]。
- 1971年 - ビデオによる編集事業とポストプロダクション事業を開始する。
- 1972年 - 麻布でスーパーマーケットを営むナシヨナル物産の株式を取得する。有限会社サンライズスタジオと共同出資でアニメ製作会社、株式会社創映社（後の株式会社センテスタジオ[6]）を設立してアニメ製作を手掛ける。
- 1976年11月 - 利益配分を巡りサンライズスタジオ側と対立して決裂する。サンライズスタジオは東北新社傘下から離脱し株式会社日本サンライズ（現：株式会社バンダイナムコフィルムワークス）に改組して商号を変更する。
- 1984年 - CG製作事業を開始。
- 1986年 - スター・チャンネルを合弁により設立する。
- 1987年 - スーパーチャンネルを開局し、オムニバス・ジャパンを設立する。
- 1992年 - デジタルエッグを合弁により設立する。
- 1995年 - 映像テクノアカデミアを開校し、ファミリー劇場およびプレイボーイチャンネルを開局する。
- 1997年 - 東北新社クリエイツを設立する。
- 1998年 - クラシカ・ジャパンを開局する。
- 1999年1月 - 株式会社東北新社フィルム（存続会社）、株式会社東北新社（1979年設立）、株式会社国際テレビジョン企画（1976年設立）、株式会社パンアジアエンターテイメント（旧株式会社インターナショナル・テレビジョン・カンパニー、1972年設立）が合併し、株式会社東北新社へ商号を変更[6]。
- 2001年4月 - 株式会社センテスタジオ（存続会社）と株式会社東北新社が合併し、株式会社東北新社へ商号を変更[6]。
- 2002年 - 株式を店頭登録する。
- 2012年 -12月3日付にてオフィスPACを連結子会社として受け入れた。新生オフィスPACには2018年6月28日付で東北新社の中島浩二郎が代表取締役に就任していた。
- 2019年 - 植村の娘婿に当たる二宮清隆が社長に就任[7]。
- 2021年
  - 2月26日 - 二宮、社長を辞任[7]。後任として中島信也が就任[7]。
  - 9月8日 - ウォルト・ディズニー・ジャパンとの間でブランド・ライセンス契約を締結[8]。
- 2022年10月3日 - 東北新社が保有しているザ・シネマの全株式をノジマ傘下の同業会社であるAXNに売却[9][10]。
- 2024年
  - 6月1日 - 東北新社が保有しているスター・チャンネルの全株式をジャパネットホールディングス傘下のジャパネットブロードキャスティングに売却[11][12]。同年8月1日を以って吸収合併され、企業としては消滅した。
  - 7月10日 - 映像テクノアカデミアの2024年度秋以降における学生募集停止を発表[13][14]。
  - 8月30日 - 45歳以上を対象に希望退職100人募集を発表[15]。
  - 12月1日 - 等々力放送センターの放送送出事業を担当しているシン・プラットプレイアウト[注 1]をプラットワークスに譲渡[16]（売却後は外部スタジオとして収録で使用）。
- 2025年
  - 3月14日 - 名古屋証券取引所メイン市場に上場[17]。
  - 3月31日 - 芸能事務所「オフィスPAC」を解散及び清算[18]。
  - 3月31日 - 映像テクノアカデミア閉校[19]。

## 事業

### 広告関連
中島信也（2021年2月から2022年6月まで同社社長）は看板ディレクターとして知られる。本社以外に二番工房、株式会社ソーダコミュニケーションズ（2009年5月、ニッテンアルティ（旧・日本天然色映画）とサーマルが合併）、ティーエフシープラス等の関連会社もCM制作を手がける。受賞作多数。
その他、英勉も同社に所属しており、CMディレクターを務める一方で、近年では同社が製作に参加した映画『ハンサム★スーツ』で監督業に進出してもいる。

### 放送
1986年、スター・チャンネルの配信を開始。1989年には通信衛星による配信を開始。
等々力放送センターでは、関連チャンネル（BS・CS合計11ch）の運営・送出業務に携わるとともに、スカパー!e2（現・スカパー!）の多くのチャンネルについて、衛星へのアップリンク業務も担当（2009年スカパー東京メディアセンター完成後は副局）している。
また、東映チャンネルについても送出業務を受託（ディレクTVの委託放送事業者でもあった）している他、2008年6月には松竹系のCS7ch（衛星劇場、ホームドラマチャンネル、歌舞伎チャンネル、パワープラッツ（当時4ch））の送出業務を担当していたサテライト・マスターの株式を松竹・三井物産より取得、子会社化した上で同年10月に業務を当社に移管、等々力放送センターから送出している。
2009年12月には、建築資料研究社より囲碁・将棋チャンネルを運営するサテライトカルチャージャパンの株式を譲受、連結子会社化した。
2017年10月24日より、株式会社プレイボーイ・チャンネル・ジャパン（東北新社の連結子会社）は、同じ東北新社関連会社として設立されたPM Entertainment株式会社に制作作業が移行され新たな番組供給事業者となった。
2022年10月3日、保有しているザ・シネマの全株式を同業会社のAXN（ノジマの子会社）に売却することを同年8月5日に発表した。2024年4月19日、保有しているスター・チャンネルの全株式を6月1日付で同業会社のジャパネットブロードキャスティング（ジャパネットホールディングスの子会社）に売却することを発表した。

#### 関連チャンネル
- 株式会社ファミリー劇場（連結子会社、51.3%出資）
  - ファミリー劇場
- 株式会社スーパーネットワーク（持分法適用、50.0%出資）
  - スーパー!ドラマTV（旧・スーパーチャンネル）
- 株式会社囲碁将棋チャンネル（連結子会社、88.6%出資）
  - 囲碁・将棋チャンネル

##### かつて存在した関連チャンネル
- ヒストリーチャンネル・ジャパン合同会社（持分法適用）
  - ヒストリーチャンネル 日本・世界の歴史&エンタメ
- 株式会社プレイボーイ・チャンネル・ジャパン（東北新社の連結子会社）
  - プレイボーイチャンネル
  - チャンネル・ルビー
- 東北新社直営
  - クラシカ・ジャパン
- 株式会社ザ・シネマ（90%出資）
  - ザ・シネマ
- 株式会社スター・チャンネル
  - スターチャンネル1
  - スターチャンネル2
  - スターチャンネル3

## 不祥事

### 役職員による総務省官僚違法接待
元内閣総理大臣菅義偉の長男・正剛が社員として在籍しており、メディア事業部の「趣味・エンタメコミュニティ統括部長」の肩書で衛星放送子会社「囲碁・将棋チャンネル」の取締役を兼務する（2021年2月26日、部長職を解任され人事部付となる）。
東北新社の創業者である植村伴次郎や、その息子の植村徹は2012年から2018年にかけて菅義偉に計500万円の個人献金をしていた。
2016年からの正剛による高級官僚違法接待および植村による菅への500万円の個人献金以降、総務省は2018年に「囲碁・将棋チャンネル」のCS放送業務を認定した。2018年にCS放送業務として認定された12社16番組のうち、ハイビジョン未対応で認定されたのは「囲碁・将棋チャンネル」だけだった一方で、ハイビジョンに対応していても落選した番組もあった。
2021年2月3日ごろ、国家公務員倫理法上の利害関係者の対象となる正剛が、同法に反して総務審議官谷脇康彦、国際担当総務審議官吉田眞人、情報流通行政局長秋本芳徳、その部下の情報流通行政局担当大臣官房審議官湯本博信に複数回の会食、タクシー券、土産を提供していたことが明らかになった。
この会食には、創業者娘婿で社長の二宮清隆と、放送関連事業を行うメディア事業部部長の三上義之も出席していた。また、会食はスター・チャンネルの免許更新の直前に集中していたことが明らかにされた。総務相武田良太は2月19日の記者会見で、正剛から接待を受けた秋本芳徳と湯本博信を20日付で官房付に異動させると発表した。武田は「（接待問題と）今回の人事異動はまったく関係がない」と述べ、「事実上更迭」との見方を否定し、「重要法案の審議をお願いしなければならない中で、適材適所の配置として行うものだ」とも説明した。
さらに2月22日、既に判明している幹部4人以外に9人、計13人の総務省職員が、2016年7月から2020年12月にかけて東北新社側から計39件の接待を受けていたことが総務省より報告された。正剛が同席していたのは半数超の21件だった。接待を受けていた13人の中には、当時総務審議官だった内閣広報官山田真貴子が含まれており、山田は総務審議官時代の2019年11月6日夜に、東京・虎ノ門で東北新社社長、正剛ら4人と、1人当たりの飲食単価は7万4203円の会食を受けた。最も接待金額が多かったのは、4回にわたる会食で飲食代やタクシー券、手土産など計約11万8000円の接待を受けた谷脇康彦総務審議官だった。東北新社による接待の合計金額は60万8000円以上だった。総務省は13人のうち11人について、国家公務員倫理規定上の「利害関係者からの接待」に該当するか、その可能性が高いと認定し、懲戒処分などとする方針を固めたが、山田は内閣広報官就任に伴い特別職に身分替えされているため、処分対象からは外れている。20日に事実上更迭された秋本芳徳の後任となった吉田博史総括審議官は、山田の夫だった。2月24日、総務省を退職済みの山田を除く11人に対し、減給や戒告などの処分が下された。2021年3月1日、前日に体調不良を理由に入院していた山田は、内閣広報官を辞職した。のちにNTTによる高額接待も発覚し、谷脇は三か月の停職処分を受けた上で辞職した。
また東北新社は2月26日に正剛を解任・人事部付とし、社長の二宮が辞任。後任として中島信也が社長に就任することも発表した。

### 放送法違反問題
東北新社は2017年10月、外資比率が20％を超え、放送法に違反した状態だったにもかかわらず、子会社に事業を継承していた。東北新社は事業継承の前の2017年1月に事業の認定を受けた時点で、すでに外資比率が20％を超えていたが、東北新社は外資比率が20％未満であると事実と異なる申請を行い、審査する総務省による認定を受けていた。
中島信也社長は参議院予算委員会で、鈴木信也総合通信基盤局電波部長に事前に外資規制違反の事実を報告をしていたと証言したが、吉田博史総務省情報流通行政局長からは「報告はないのではないか」と否定する答弁がなされた。
2021年3月5日、東北新社が外資比率20.0%を超え、放送法に一時違反していたにもかかわらず認定が取り消されていなかったことを総務相が認めた。2021年5月1日に、2016年に違反状態で申請し認められたチャンネルである「ザ・シネマ4K」の認定が取り消された。

## 子会社
出典:
連結子会社
- 二番工房
- ソーダコミュニケーションズ
- オムニバス・ジャパン
- ティーエフシープラス
- 東北新社クリエイツ
- CENTE SERVICE CORPORATION
- ファミリー劇場
- 囲碁将棋チャンネル
- 東北新社メディアサービス
- ナシヨナル物産
- 木村酒造 - 「福小町」醸造元（秋田県湯沢市）
- 株式会社ヴァンフィル - 三船プロダクション派生の制作プロダクション。1982年設立。1990年頃活動終了。

持分法適用関連会社
- デジタルエッグ
- スーパーネットワーク

### 東北新社メディアサービス
株式会社東北新社メディアサービス（とうほくしんしゃメディアサービス、TOHOKUSHINSHA MEDIA SERVICE INC.）は衛星基幹放送事業者で、スカパー!（東経110度CS放送）をプラットフォームとしている。
2017年9月1日に設立され、東経110度CS放送の以下の3チャンネルの基幹放送事業を当社に集約した。

#### 運営チャンネル

##### 東経110度CS放送
- Ch.293 ファミリー劇場（番組供給事業者：ファミリー劇場）CS2-ND14ch 12スロット、ハイビジョン放送
  - 直営放送だったファミリー劇場から譲受。
- Ch.310 スーパー!ドラマTV（番組供給事業者：スーパーネットワーク）CS2-ND14ch 12スロット、ハイビジョン放送
  - 直営放送だったスーパーネットワークから譲受。

## 所属スタッフ

### 翻訳部

#### 現在
- 佐藤恵子[51]
- 村治佳子[52]
- 平田勝茂
- 中村久世
- 野口尊子[52]
- 野崎文子[52]
- 杉田朋子[52]
- 小寺陽子[51]
- 岸田恵子[51]
- 加藤真由美[51]
- 尾形由美[51]

#### 過去
- 岩本令

### 演出部

#### 現在
- 木村絵理子[53]
- 清水洋史[54]
- 三好慶一郎
- 加藤敏
- 佐藤宏樹 [55]
- 日向泰祐
- 岡田理枝
- 神田直美
- 前田茜
- 太田信乃

#### 過去
- 伊達康将[56]
- 佐藤敏夫
- 高橋剛
- 向山宏志
- 山田悦司
- 久保宗一郎[53]
- 依田考利[57][58]
- 岩田敦彦
- 佐々木由香[53]

### 制作担当部

#### 現在
- 丸山晋

#### 不明
※以下、現在も担当されているかは不明。
- 稲岡優香子
- 百武雷太
- 小野寺徹
- 田島稔
- 田中信作
- 宮越啓之
- 神部宗之